# أليسيا موراني
أليسيا موراني (من مواليد 3 يناير 1976) سياسية إيطالية.
وُلِدت موراني في ساسكورفارو وتخرج في عام 2001 في القانون في جامعة أوربينو. بدأت نشاطها السياسي في عام 1995 بصفتها سكرتيرة مقاطعة بيزارو أوربينو لـ "الشباب اليساري"، وهي المنظمة التي جمعت الشباب حتى 29 عامًا من ديمقراطيي اليسار. من عام 2003 إلى عام 2009 عملت موراني كمستشارة في ماشيراتا فيلتريا، ومن 2009 إلى 2013 شغلت منصب مستشار التعليم الفني في مقاطعة بيزارو وأوربينو.
انتخبت في البرلمان الإيطالي في فبراير 2013 مع الحزب الديمقراطي.